# Cryptocentroides
Cryptocentroides is een geslacht van straalvinnige vissen uit de familie van grondels (Gobiidae).

## Soorten
- Cryptocentroides arabicus (Gmelin, 1789)
- Cryptocentroides insignis (Seale, 1910)
- Cryptocentroides gobioides (Ogilby, 1886)